# کریس والاس (دانشمند رایانه)

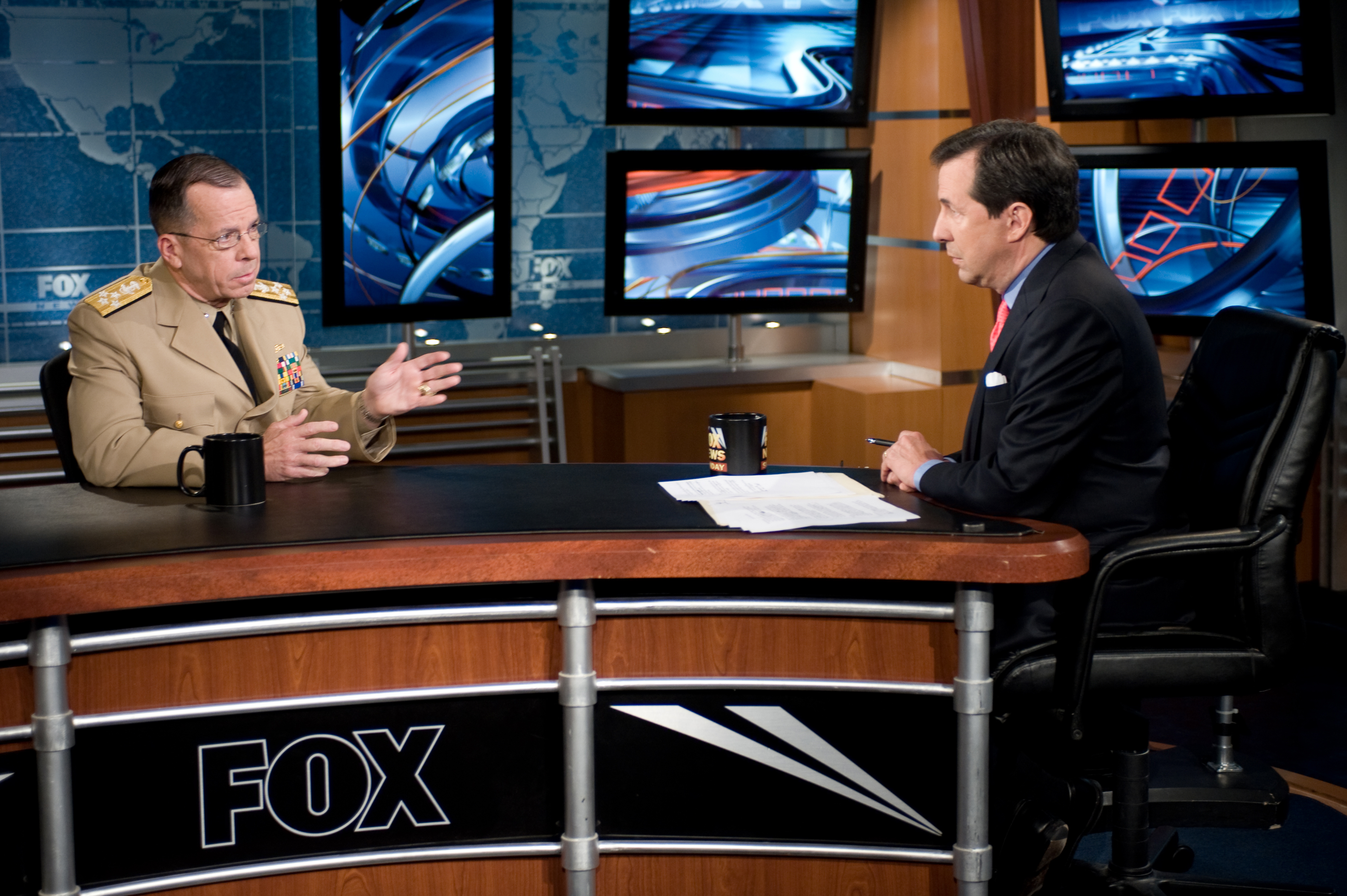
کریس والاس در یک برنامه تلوزیونی

کریستوفر استوارت والاس (انگلیسی: Chris Wallace، زاده ۲۶ اکتبر ۱۹۳۳ – درگذشته ۷ اوت ۲۰۰۴) دانشمند کامپیوتر و فیزیکدان اهل استرالیا بود.
او در سال ۱۹۶۸ در سن ۳۴ سالگی به عنوان رئیس بنیاد علوم اطلاعات دانشگاه مانش و در سال ۱۹۹۶ به عنوان استاد بازنشسته منصوب شد. والاس یکی از اعضای انجمن کامپیوتر استرالیا بود و در سال ۱۹۹۵ به عنوان عضو انحمن ماشین‌های حسابگر منصوب شد.
والاس در سال ۱۹۵۹ دکترای خود را در فیزیک از دانشگاه سیدنی دریافت کرد. او با جودی اوگیلوی، دبیر اول و کتابدار برنامه سیلیاک ازدواج کرد او همچنین یکی از اولین شبکه‌های محلی جهان را در اواسط دهه ۱۹۶۰ مهندسی کرد.